# Kristean Porter
Kristean Porter Thorpe, née Kristean Porter le 3 septembre 1971 à Biloxi dans le Mississippi, est une skieuse acrobatique américaine double vainqueur du classement général de la coupe du monde.

## Biographie
Kristean Porter naît le 3 septembre 1971 à Biloxi dans le Mississippi.
Skieuse polyvalente, Kristean Porter s'illustre particulièrement en saut acrobatique et en ballet à ski, et remporte ses principaux titres en combiné, la somme des trois disciplines qui composent le ski acrobatique dans les années 1980 et 1990 : saut acrobatique, ski de bosses et ballet.

### Débuts et premières saisons (jusqu'à 1992)
Elle est une des premières skieuses à intégrer le Maine's Sugarloaf USA freestyle program, programme d’entraînement au ski acrobatique de l'État du Maine basé à Sugarloaf (en), la station de ski de Carrabassett Valley,. Elle participe aux championnats américains de ski acrobatique dès ses quinze ans (en 1987), puis le 8 décembre 1989, à tout juste dix-huit ans, elle fait ses premiers pas en coupe du monde de ski acrobatique à l'occasion du ballet de Tignes dont elle termine dixième,. Un mois plus tard, le 14 janvier 1990, elle monte pour la première fois sur un podium de coupe du monde grâce à une seconde place décrochée lors du combiné de Lake Placid, derrière l'intouchable championne suisse Conny Kissling,,.
Elle termine cette première saison dans l'élite avec dix top-dix, dont quatre podiums en combiné, et une sixième place obtenue à Inawashiro lors de l'épreuve du saut acrobatique comme meilleure performance hors combiné. Ces résultats lui permettent de terminer à la quatrième place du classement du combiné, et à la treizième du classement général. Elle remporte également en fin de saison les titres de championne américaine de saut acrobatique et de combiné.
Sa Saison de coupe du monde 1990-1991 est plus aboutie et Kristean Porter montre une grande régularité : dix-neuf top-dix, en saut, ballet et combiné, et quatre nouveaux podiums en combiné. Elle n'améliore pas son classement en combiné, quatrième comme l'année précédente, mais sa progression générale lui permet d'atteindre la cinquième place du classement général. Par ailleurs en février 1991 Porter participe à ses premiers championnats du monde de ski acrobatique à l'occasion des Mondiaux de Lake Placid. Elle y remporte la médaille de bronze en combiné, derrière les Suisses Maja Schmid (de) et Conny Kissling,,. Dans le détail, elle se classe treizième du ballet à ski, vingt-et-unième du ski de bosses et neuvième du saut acrobatique.
Lors de la  saison 1991-1992, Kristean Porter compte treize top-10 dont deux podiums (deux troisième places fin janvier à Lake Placid, en saut et en combiné)
. En fin de saison elle se classe cinquième du combiné et septième du saut acrobatique, son premier classement dans le top dix hors ballet. Néanmoins dans un classement général qui se joue à peu de choses elle recule à la dixième place, troisième Américaine derrière Donna Weinbrecht (quatrième) et Sharon Petzold (en) (seizième). En 1992, le ski acrobatique est pour la première fois épreuve officielle grâce au ski de bosses, le ballet et le saut acrobatique restent sports de démonstration comme à Calgary. Mais à sa grande déception, Porter n'est pas sélectionnée dans l'équipe olympique américaine.

### 1992-1995, le sommet de sa carrière
Kristean Porter commence la saison saison 1992-1993 par deux secondes places à Tignes (saut et combiné), les premiers de ses douze top-10 de la saison. Saison où elle totalise sept podiums en coupe du monde, son record. Surtout, le 10 janvier elle remporte son premier succès en s'imposant lors du saut acrobatique de Blackcomb. Une première victoire doublée par celle en combiné, le même jour. Ces bons résultats se traduisent par de bons classements finaux. Pour la première fois Kristean Porter termine la saison sur un podium mondial grâce à sa troisième place en combiné derrière l’Ouzbèke Lina Cheryazova et la Suisse Colette Brand,. Elle termine également au pied du podium du classement général, à quatre points de la Britannique Jilly Curry (en), la Canadienne Katherina Kubenk et Suisse Maja Schmid (de) étant assez largement devant,.

Les Mondiaux d'Altenmarkt-Zauchensee se tiennent également en mars. Elle remporte une première médaille de bronze en saut, derrière l’Ouzbèke Lina Cheryazova et la Suédoise Marie Lindgren, puis une seconde en combiné (comme en 1991 à Lake Placid) derrière la Canadienne Katherina Kubenk et la Russe Natalia Orekhova (en),,.
L'année 1994 est à nouveau olympique, et pour éviter une nouvelle désillusion Kristean Porter se concentre en début de saison (avant les Jeux) sur ses deux disciplines fortes : le saut et le ballet. Elle laisse de côté le ski de bosse, et donc le combiné par la même occasion. Elle enchaîne alors les top-dix : treize avant Lillehammer, dix-huit en tout sur la saison, et signe quelques podiums (deux troisièmes places avant les jeux). Aux Jeux de Lillehammer il n'y a que deux épreuves de ski acrobatique, le ski de bosse et le saut acrobatique. Elle est sélectionnée pour cette deuxième épreuve et devient athlète olympique le 13 février 1994. Malheureusement, lors de son second saut elle chute, atterrissant à plat ventre. L'erreur lui coûte quelques coupures au menton et au nez, et la relègue à la vingtième-place, loin de ses ambitions. Après l'interlude olympique, elle reprend la saison de coupe du monde en disputant toutes les épreuves, et en montant notamment sur les deux podiums des combinés restant. D'abord à la deuxième place à Altenmarkt-Zauchensee puis en remportant la dernière épreuve (le combiné) à Meiringen-Hasliberg. Aux classements, elle obtient ses meilleurs résultats en ballet, sixième, et en saut, cinquième. Elle est également cinquième en combiné, ce qui lui permet de remporter le classement général pour deux petits points devant Natalia Orekhova et la tenante du titre Katherina Kubenk,,.
Championne en titre, Kristean Porter décide de défendre son titre en participant à nouveau à toutes les épreuves lors de la saison saison 1994-1995
. Elle multiplie les podiums en combiné (huit podiums dont trois victoires en neuf manches) sans réussir à en accrocher un dans les épreuves seules, malgré plusieurs quatrièmes places en ballet et en saut. Comme la saison précédente elle ne remporte aucun petit globe, mais en étant neuvième du ballet, septième du saut et seconde du combiné (et trente-cinquième des bosses), comme la saison précédente elle s'impose au classement général avec six points d'avance sur Maja Schmid et dix-neuf sur Katherina Kubenk,,. 1995 est également une année de championnats du monde, qui se tiennent en février à La Clusaz. Pas de podium en saut acrobatique cette fois, elle termine sixième de l'épreuve remportée par sa compatriote Nikki Stone, mais elle remporte le combiné, pour son premier (et seul) titre de championne du monde,.

### 1995-1997, Fin de carrière
Le Coupe du monde 1995-1996 est le siège de deux changements majeurs : l'introduction du ski de bosses en parallèle, et pour les femmes la suppression des épreuves combinées. Ces deux changements sont peu favorables à Kristean Porter qui ne prend désormais plus part qu'aux épreuves de ballet et de saut acrobatique. Sa saison prend fin après seulement trois épreuves et la voit se classer à une anecdotique soixante-huitième place au classement général, rendant son titre à la Canadienne Katherina Kubenk à qui elle l'avait ravi en 1994.
Elle reprend la compétition pour la saison 1996-1997 en se consacrant exclusivement au saut acrobatique. En huit épreuves, elle décroche trois top-10, mais doit se contenter d'une huitième place à Lake Placid comme meilleur résultat. Elle se classe seizième de la spécialité à la fin de la saison, et quarante-troisième d'un classement général dominé par sa compatriote Stacey Blumer (en),. Elle prend également part à l'épreuve de saut acrobatique des Mondiaux d'Iizuna Kogen, dont elle se classe dix-septième.
Elle met un terme à sa carrière à l'issue de cette huitième saison de coupe du monde, avec deux gros globes, vingt-neuf podiums de Coupe du monde dont six victoires, et trois médailles mondiales dont un titre.

### Reconversion
Après sa carrière de sportive de haut niveau, Kristean Porter entreprend des études de médecine. Diplômée en 2006 de l'Université de Floride elle se spécialise en gynécologie obstétrique et effectue sa résidence dans ce domaine entre 2006 à 2010,. Elle s'installe ensuite à Farmington au Nouveau-Mexique où elle pratique au sein du San Juan Regional Medical Center (en),.
Kristean Porter est mariée à Chris Thorpe, un lugeur américain avec qui elle a deux filles.

## Palmarès

### Jeux olympiques
Kristean Porter n'a participé qu'à une seule édition des Jeux olympiques, en 1994 à Lillehammer.
| Épreuve / Édition | Lillehammer 1994 |
| Saut acrobatique  | 20e              |

### Coupe du monde
- 198 participations en Coupe du monde[4]
- Meilleur classement général : 1re en 1994 et 1995[7].
- Meilleur classement en saut acrobatique : 5e en 1994[7].
- Meilleur classement en ballet : 6e en 1994[7].
- Meilleur classement en combiné : 2e en 1995[7].
- 29 podiums dont 6 victoires[4].

#### Différents classements en coupe du monde
| Année/Classement | Général | Général | Saut   | Saut   | Ballet | Ballet | Bosses | Bosses | Combiné | Combiné |
| ---------------- | ------- | ------- | ------ | ------ | ------ | ------ | ------ | ------ | ------- | ------- |
| Année/Classement | Class.  | Points  | Class. | Points | Class. | Points | Class. | Points | Class.  | Points  |
| 1989-1990        | 13e     | 9,00    | 17e    | 10,00  | 12e    | 19,00  | 21e    | 1,00   | 4e      | 26,00   |
| 1990-1991        | 5e      | 12,00   | 13e    | 37,00  | 17e    | 17,00  | -      | -      | 4e      | 46,00   |
| 1991-1992        | 10e     | 10,00   | 7e     | 58,00  | 16e    | 11,00  | -      | -      | 5e      | 15,00   |
| 1992-1993        | 4e      | 128,00  | 14e    | 388,00 | 13e    | 456,00 | 40e    | 56,00  | 3e      | 552,00  |
| 1993-1994        | 1re     | 156,00  | 5e     | 636,00 | 6e     | 612,00 | -      | -      | 5e      | 196,00  |
| 1994-1995        | 1re     | 163,00  | 7e     | 640,00 | 9e     | 516,00 | 35e    | 64,00  | 2e      | 584,00  |
| 1995-1996        | 68e     | 16,00   | 25e    | 60,00  | 26e    | 68,00  | -      | -      | -       | -       |
| 1996-1997        | 43e     | 58,00   | 16e    | 404,00 | -      | -      | -      | -      | -       | -       |

#### Podiums
En huit saisons Kristean Porter est montée vingt-neuf fois sur un podium de Coupe du monde, dont six fois sur la plus haute marche, :
| Date             | Lieu                  | Place | Discipline |
| ---------------- | --------------------- | ----- | ---------- |
| 1989-1990        |                       |       |            |
| 14 janvier 1990  | Lake Placid           | 2e    | Combiné    |
| 11 février 1990  | Inawashiro            | 3e    | Combiné    |
| 18 février 1990  | Iizuna Kogen          | 2e    | Combiné    |
| 16 mars 1990     | La Clusaz             | 3e    | Combiné    |
| 1990-1991        |                       |       |            |
| 2 décembre 1990  | La Plagne             | 2e    | Combiné    |
| 20 janvier 1991  | Breckenridge          | 2e    | Combiné    |
| 26 février 1991  | Skole                 | 3e    | Combiné    |
| 23 mars 1991     | Hundfjället           | 2e    | Combiné    |
| 1991-1992        |                       |       |            |
| 25 janvier 1992  | Lake Placid           | 3e    | Saut       |
| 25 janvier 1992  | Lake Placid           | 3e    | Combiné    |
| 1992-1993        |                       |       |            |
| 11 décembre 1992 | Tignes                | 2e    | Saut       |
| 12 décembre 1992 | Tignes                | 2e    | Combiné    |
| 19 décembre 1991 | Piancavallo           | 3e    | Combiné    |
| 10 janvier 1993  | Blackcomb             | 1re   | Saut       |
| 10 janvier 1993  | Blackcomb             | 1re   | Combiné    |
| 15 janvier 1993  | Breckenridge          | 3e    | Ballet     |
| 17 janvier 1993  | Breckenridge          | 2e    | Combiné    |
| 1993-1994        |                       |       |            |
| 16 décembre 1993 | Piancavallo           | 3e    | Saut       |
| 7 janvier 1994   | Blackcomb             | 3e    | Ballet     |
| 5 mars 1994      | Altenmarkt-Zauchensee | 2e    | Combiné    |
| 13 mars 1994     | Meiringen-Hasliberg   | 1re   | Combiné    |
| 1994-1995        |                       |       |            |
| 8 janvier 1995   | Blackcomb             | 3e    | Combiné    |
| 15 janvier 1995  | Breckenridge          | 2e    | Combiné    |
| 22 janvier 1995  | Le Relais             | 1re   | Combiné    |
| 28 janvier 1995  | Lake Placid           | 1re   | Combiné    |
| 4 février 1995   | Oberjoch              | 3e    | Combiné    |
| 4 février 1995   | Kirchberg             | 1re   | Combiné    |
| 4 février 1995   | Lillehammer           | 2e    | Combiné    |
| 4 février 1995   | Hundfjället           | 3e    | Combiné    |

### Championnats du monde
Kristean Porter a participé à quatre éditions consécutives des Championnats du monde, de Lake Placid 1991 à Iizuka kogen 1997.
| Épreuve / Édition | Lake Placid 1991 | Altenmarkt-Zauchensee 1993 | La Clusaz 1995 | Iizuna Kogen 1997 |
| Saut              | 9e               | 3e                         | 6e             | 17e               |
| Ballet            | 13e              | 18e                        | 16e            | -                 |
| Bosses            | 21e              | 24e                        | -              | -                 |
| Combiné           | 3e               | 3e                         | 1re            | -                 |

## Récompenses et distinctions
- Ski Magazine Cup Award (trophée attribué aux vainqueurs du combiné des championnats américains juniors de ski acrobatique) : 1988[28].
- Art Cup Award  (trophée attribué aux vainqueurs du combiné des championnats américains de ski acrobatique) : 1990, 1991, 1992 et 1997[28].
- Intronisation au Hall of Fame du Ski et Snowboard américain en 2020 (la cérémonie est reportée en 2022 à cause de la pandémie de Covid-19)[29],[3],[30].